# Championnat de France de basket-ball 1957-1958
Navigation
Saison précédente Saison suivante
La saison 1957-1958 du championnat de France de basket-ball de Nationale est la 36e édition du championnat de France masculin de basket-ball. Le championnat de Nationale de basket-ball est le plus haut niveau du championnat de France.

## Présentation
Seize clubs participent à la compétition, répartis en deux poules de huit. La victoire rapporte 3 points, le nul 2 points et la défaite 1 point.
Le tenant du titre, l’ASVEL, va tenter de gagner un 7e titre.
Caen, La Vendéenne, Le Havre et Lyon sont les quatre équipes promues pour cette saison.
Caraman, 7e, La Vendéenne, 8e pour la Poule A, Marly, 7e et Lyon, 8e pour la Poule B sont les quatre équipes reléguées à l'issue de cette saison.
Mézières remporte le championnat pour la première fois de son histoire.
Roger Haudegand (Marly) est le meilleur marqueur du championnat de France avec 319 points (moyenne de 22,7) pour la 5e fois d’affilée.

## Clubs participants
Poule A
- Caen Basket Club
- Jeunesse Sportive Caramanaise
- La Vendéenne de La Roche/Yon
- Association Sportive Montferrandaise
- Atlantique Basket Club de Nantes
- Racing Club de France
- Groupe Sportif de la Chorale Mulsan de Roanne
- Association Sportive de Villeurbanne Eveil Lyonnais

Poule B
- Cercle Sportif Municipale d’Auboué
- Union Sportive de Saint Thomas du Havre
- Stade Auto Lyonnais
- Rhônel Sporting Club de Marly
- Etoile de Mézières
- Football Club de Mulhouse
- Paris Université Club
- Association Sportive Stéphanoise

## Classement final de la saison régulière
La victoire rapporte 3 points, le nul 2 points et la défaite 1 point. En cas d’égalité, les équipes sont départagées à l’aide de la différence de points particulière.
Les deux premiers de chaque poule sont qualifiés pour les demi-finales.
Poule A
| Rang | Équipe           | Pts | J  | G  | N | P  | Bp  | Bc  | Diff |
| ---- | ---------------- | --- | -- | -- | - | -- | --- | --- | ---- |
| 1    | Roanne           | 36  | 14 | 11 | 0 | 3  | 783 | 646 | +137 |
| 2    | ASVEL            | 33  | 14 | 9  | 1 | 4  | 846 | 720 | +126 |
| 3    | Racing C.F.      | 30  | 14 | 8  | 0 | 6  | 833 | 777 | +56  |
| 4    | Caen(+7)         | 28  | 14 | 6  | 2 | 6  | 711 | 692 | +19  |
| 5    | Montferrand (-7) | 28  | 14 | 6  | 2 | 6  | 696 | 712 | -16  |
| 6    | Nantes           | 27  | 14 | 6  | 1 | 7  | 753 | 767 | -14  |
| 7    | Caraman          | 26  | 14 | 6  | 0 | 8  | 672 | 735 | -63  |
| 8    | La Vendéenne     | 16  | 14 | 1  | 0 | 13 | 571 | 816 | -245 |

Poule B
| Rang | Équipe        | Pts | J  | G  | N | P | Bp  | Bc  | Diff |
| ---- | ------------- | --- | -- | -- | - | - | --- | --- | ---- |
| 1    | Paris U.C.    | 34  | 14 | 10 | 0 | 4 | 655 | 610 | +45  |
| 2    | Mézières      | 30  | 14 | 8  | 0 | 6 | 732 | 719 | +13  |
| 3    | Mulhouse      | 29  | 14 | 7  | 1 | 6 | 771 | 729 | +42  |
| 4    | Saint Etienne | 28  | 14 | 7  | 0 | 7 | 813 | 785 | +28  |
| 5    | Le Havre      | 27  | 14 | 6  | 1 | 7 | 675 | 721 | -46  |
| 6    | Auboué (+9)   | 26  | 14 | 6  | 0 | 8 | 644 | 629 | +15  |
| 7    | Marly (-9)    | 26  | 14 | 6  | 0 | 8 | 744 | 790 | -46  |
| 8    | Lyon          | 24  | 14 | 4  | 2 | 8 | 627 | 678 | -51  |

|  | Qualification pour les demi-finales |
|  | Relégation en Excellence            |

## Phase Finale
|  | Demi-finales                   | Demi-finales          |                                |    | Finale                                    | Finale                                    |
|  | Demi-finales                   | Demi-finales          |                                |    | Finale                                    | Finale                                    |
|  |                                |                       |                                |    |                                           |                                           |
|  | 23 mars 1958 au Mans           | 23 mars 1958 au Mans  |                                |    | 13 avril 1958 à Paris (Palais des Sports) | 13 avril 1958 à Paris (Palais des Sports) |
|  | 23 mars 1958 au Mans           | 23 mars 1958 au Mans  |                                |    | 13 avril 1958 à Paris (Palais des Sports) | 13 avril 1958 à Paris (Palais des Sports) |
|  | Étoile de Charleville-Mézières | 61                    |                                |    | 13 avril 1958 à Paris (Palais des Sports) | 13 avril 1958 à Paris (Palais des Sports) |
|  | Étoile de Charleville-Mézières | 61                    |                                |    | 13 avril 1958 à Paris (Palais des Sports) | 13 avril 1958 à Paris (Palais des Sports) |
|  | Chorale Roanne Basket          | 52                    |                                |    | 13 avril 1958 à Paris (Palais des Sports) | 13 avril 1958 à Paris (Palais des Sports) |
|  | Chorale Roanne Basket          | 52                    | Étoile de Charleville-Mézières | 48 |                                           |                                           |
|  | 23 mars 1958 à Montbrison      |                       | Étoile de Charleville-Mézières | 48 |                                           |                                           |
|  |                                | Paris Université Club | 44                             |    |                                           |                                           |
|  | Paris Université Club          | Paris Université Club | 44                             | 47 |                                           |                                           |
|  | Paris Université Club          |                       |                                | 47 |                                           |                                           |
|  | ASVEL                          | 46                    |                                |    |                                           |                                           |
|  | ASVEL                          | 46                    |                                |    |                                           |                                           |

## Leaders de la saison régulière
| Catégorie        | Joueur          | Équipe | Statistiques |
| ---------------- | --------------- | ------ | ------------ |
| Points par match | Roger Haudegand | Marly  | 22,7         |